# Dark cabaret

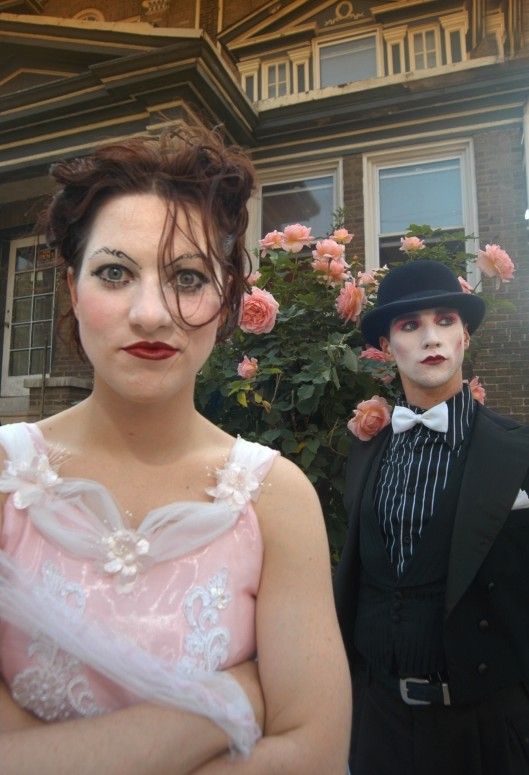
The Dresden Dolls

Dark cabaret, mörk kabaré, är en vag beskrivning av en musikgenre och stilinriktning inom goth- och postpunk-kulturen med visuella inslag av burlesk och vaudeville. Termen populariserades av Projekt Records samlingsalbum Projekt Presents: A Dark Cabaret (2005). En framstående grupp inom genren är The Dresden Dolls.